# Armaga
Armaga (производное от англ. Armagh; ирл. Ard Mhacha — Арма, название одного из графств Северной Ирландии), — российская музыкальная группа, играющая в стилях дарк-метал/хоррор-метал (г. Москва). В 2009 году выходит дебютный альбом группы «In The Ruins». Он вызвал немало отзывов со стороны слушателей и критиков. В декабре того же года «In The Ruins» возглавил хит-парад журнала Dark City. Осень 2010 года ознаменовалась выходом второго альбома группы «Dark Authority», а в декабре 2011 года вышел первый концертный DVD группы «Walpurgis Night». Через год музыканты вновь вернулись в студию для записи третьего альбома «Mystic», который увидел свет в апреле 2012 года. В декабре того же года вышел клип на песню "Avenger". После годового перерыва, осенью 2014 году года, Armaga вернулась в студию для записи нового, четвёртого по счёту, альбома, который вышел в сентябре 2015 году года и  получил название «From Black Abyss».

## История
Группа была образована в январе 2008 года гитаристом Андреем Васюниным и басистом Евгением Щетиновым. В то же время было выбрано музыкальное направление команды — дарк-хоррор метал. К моменту основания коллектива Андрей Васюнин уже имел представление о концепции, тематике и стиле группы.
Название «Armaga» было выбрано без задумки на указание названия графства Северной Ирландии, обнаружив позже совпадение, было принято решение не менять названия группы, сочтя его вполне подходящим и красивым для группы.
Вообще слово Armaga родилось очень давно и, честно говоря, никакого особого смысла в себе не несло. Позже мы назвали так группу...  А насчёт графства в Ирландии, действительно есть такое место - Арма. Схожесть показалась достаточно любопытной и символичной.Андрей Васюнин 
В июне 2008 года к Андрею и Евгению присоединился барабанщик Евгений Кришталь, сначала на сессионной основе, через некоторое время он стал постоянным участником группы. В этом составе группа начала работу над записью первого альбома. В разное время в Armaga пели Дарт Скарссон и Деметр Грейл. В апреле 2009 года к группе присоединился вокалист Ян Соболевский, с которым группа завершила работу над альбомом.
Летом того же года группа была приглашена на съёмки подростковой программы «Квест» телеканала Подмосковье.
7 сентября 2009 года на лейбле Irond Records был выпущен первый альбом группы «In The Ruins», записанный на московской студии Quartamusic. Презентация альбома состоялась в Санкт-Петербурге в конце октября, а в Москве — в середине ноября. В декабре того же года «In The Ruins» попал в десятку лучших альбомов 2009 года, по мнению ведущего российского метал-журнала «Dark City».
Продолжив выступать, весной 2010 года группа приступила к записи нового студийного альбома «Dark Authority», выпущенного 4 октября 2010 года на Irond Records. Во втором альбоме группа шагнула вперёд в своём творчестве, развивая и украшая свою музыку. Мощные гитарные рифы в сочетании с игрой на клавишах создали атмосферу мистики и мрака, а нарисованный художником Pablo The Elephant буклет дополнил концепцию материала. Во время записи нового альбома с Armaga сотрудничал музыкант Александр Каменский, исполнивший партии скрипки. Презентация альбома прошла нескольких городах.
В декабре 2010 года Armaga рассталась с вокалистом Яном Соболевским и барабанщиком Евгением Кришталём. В январе вокалистом группы стал Сергей Морозов, а в феврале барабанщиком — Дмитрий Ковалёв. В новом составе Armaga выступила на нескольких концертах в разных городах, а 30 апреля 2011 года приняла участие в фестивале тёмной музыки в Санкт-Петербурге. Выступление было записано и видеосъёмка стала материалом для готовящегося концертного DVD, который станет первым для группы.
10 декабря 2011 года на лейбле MSR Production вышел первый концертный DVD группы «Walpurgis Night». Диск включил в себя выступление на одноимённом фестивале в Санкт-Петербурге, а также закулисные съёмки музыкантов. Презентация диска прошла в Воронеже и Москве.
В октябре 2011 года Armaga начала запись третьего полноформатного альбома, на котором было принято решение пригласить музыкантов из ГКО «Виртуозы Москвы». Мастеринг альбома делал английский продюсер-звукорежиссёр Russ Russell, известный по работе с группами Napalm Death, Dimmu Borgir, The Exploited. Альбом получил название «Mystic» и вышел 21 апреля 2012 года на Irond Records.
4 ноября 2012 года в Калужской области состоялись съёмки клипа на песню «Avenger» с нового альбома. Клип был выпущен под новый год 22 декабря. В апреле 2013 года группа  расстаётся с барабанщиком Дмитрием Ковалёвым.
В  сентябре 2014 года Armaga вернулась в студию для записи нового, четвёртого по счёту, студийного альбома. Запись продолжалась целый год. Помимо участников группы в ней были задействованы музыканты ГКО «Виртуозы Москвы», а также музыканты Большого Театра. Запись барабанов произвёл Андрей Ищенко, барабанщик группы Аркона. В качестве сопродюсера выступил известный британский звукорежиссёр Russ Russell, уже имевший опыт работы с Armaga в прошлый раз. Альбом получил название From Black Abyss, и был выпущен российским лейблом Irond Records 22 сентября 2015 года.

## Состав
- Сергей Морозов — вокал
- Андрей Васюнин — гитары, клавиши
- Евгений Щетинов — бас

Бывшие участники
- Дарт Скарссон — вокал (июль — ноябрь 2008)
- Деметр Грейл — вокал (январь — апрель 2009)
- Ян Соболевский — вокал (апрель 2009 — декабрь 2010)
- Евгений Кришталь — барабаны (июль 2008 — декабрь 2010)
- Дмитрий Ковалёв — барабаны (февраль 2011 - апрель 2013)

## Творчество
Музыка группа Armaga является дарк-металом с элементами хоррора и некоторыми элементами симфонического метала. По звучанию группа напоминает творчество групп Ajattara, Alastis, My Dying Bride. Вокал является сочетанием традиционно применяемого скриминга и горлового фальцета. Особенность звучания Armaga заключена в пониженном строе гитар и обилии клавишных: орган, скрипка, пианино. Также в своих песнях группа использует массу спецэффектов и звуков, делающих музыку Armaga похожую на саундтреки к фильмам ужасов.
Это был сложный, но очень важный процесс – заставить музыку жить, воплотить в рассказанной музыкальной истории настоящий мир, со всеми наполняющими его звуками и картинами. Мне кажется, при прослушивании, может даже создаться впечатление, что это саундтрек  к какому-нибудь фильму ужасов.Андрей Васюнин 
Лирика большинства песен группы посвящена судьбам старинных, заброшенных усадеб с привидениями, в которой до сих пор живут отголоски тёмного прошлого давно умерших хозяев. Мистика, романтика, эмоции печали, воссоздание атмосферы опустошённости и заброшенности является в целом характерным для жанров готик-метал, дарк-метал.
АК:Что для вас готика, готичность и связано ли ваше творчество с этой культурой вообще?

Андрей Васюнин: Сегодня готика - это не просто направление в архитектуре Средневековья, это целый мир со своими законами, модой, музыкой и образом мышления. Безусловно, это очень красивый мир. Если мы что-то называем готичным, мы имеем в виду что мрачное, пафосное, загадочное… И, хотя стиль Armaga позиционируется как dark-doom metal, готичности в нём хоть отбавляй.

Граф Соболевский: Готика – это романтика, лишённая суеты…Возможно, это явление следует рассматривать шире, нежели принято, возможно, мы действительно относимся больше к дарк-арту, нежели к готик-арту. Но это настолько близко стоящие понятия, что никто не может осудить гота за любовь к музыке в стиле dark.
На концертах музыканты Armaga уделяют значительное внимание оформлению представления и организации шоу, включая выбор костюмов тематической эпохи:
Для нас музыка – прежде всего эмоции и ассоциации. Поэтому мы стараемся максимально приблизить слушателя к нашим песням. Это и костюмы, и какие-то элементы декораций. Надеюсь в будущем развить это направление и сделать не просто концерт, а целое шоу с атрибутикой и декорациями.Андрей Васюнин 

## Дискография

### Студийные альбомы
| Название         | Песни | Дата выпуска     |
| ---------------- | --- | ---------------- |
| In The Ruins     | Time Has Come; In The Ruins; Fear Is Near; The Left Manor; Phantom; Poisoned; Human Plant; Black River; Shadows; Time Has Gone.                                        | 07 сентября 2009 |
| Dark Authority   | Overgrown Gates; Heartless; Cave; Last Exile; Dead Garden; One Ghost’s Story; Dark Waltz; Crypric Mirror; Ravaged; Dark Authority.                                     | 04 октября 2010  |
| Mystic           | In A Shade; Avenger; The Past; Mystic; The Lost Casket; Masterstroke; Trace Of Time; Resolute; Howl Of Despair; Sinister Path; Grimoire; Evil Spell; Rumble Of Horror. | 21 апреля 2012   |
| From Black Abyss | Monarchy Of Darkness; Avenger; From Black Abyss; Fallen Duchess; Stronghold; Dust; Beast Inside; Old Man; Mysterious Island; Athame; Moments.                          | 22 сентября 2015 |

### DVD
| Название        | Песни | Дата выпуска    |
| --------------- | --- | --------------- |
| Walpurgis Night | Overgrown Gates; Heartless; Cave; Fear Is Near ; Dark Waltz ; One Ghost’s Story; Phantom ; Crypric Mirror; Last Exile ; Shadows ; Time Has Gone. | 10 декабря 2011 |

### Сборники и компиляции
| Название                                         | Песни | Дата выпуска   | Лейбл       |
| ------------------------------------------------ | --- | -------------- | ----------- |
| Сборник Rock Oracle CD                           | 01. HEiTMi — Отпусти; 02. Still Loves Julia — Take Away All of Your Fears; 03. T.V.Blood — Electric Goth; 04. Собаки Табака — В Теле Христа; 05. Angels on Acid — Nowhere to Run; 06. Wynardtage — Prostitute; 07. Ордалион — Влюбленный в Луну; 08. Armaga — Left Manor; 09. Atis — Liberatio Mentis; 10. Sworn — Night…Fire…; 11. Unlimited Tremor — World of Conflict; 12. Casper, Sobolevsky, Jiva Snt. — W.A.R. | декабрь 2009   | Rock Oracle |
| Сборник Rock Oracle CD                           | 01. Armaga — Overgrown Gates; 02. Static Free — Angels and Demond; 03. Millions of Years — Deadman Road; 04. Ceremonial Perfection — Symbols and Processes; 05. Deviltears — Night Vendetta; 06. Aesthetic Perfection — The Siren; 07. Reaxion Guerrila — I Hate You; 08. DBS — Tchapaev; 09. Detriot Diesel — Deadly Sin; 10. Lost Area — Memoria; 11. Страна Сновидений — Суицид; 12. Neverdie — Sunstroke.        | ноябрь 2010    | Rock Oracle |
| MSR Compilation vol.II                           | 01. Hate — Erebos; 02. Crionics — NarcotiQue; 03. Sinful — Эксперимент Бога; 04. Little Dead Bertha — Blood On The Blade; 05. Blackthorn — Некроманс; 06. Fatal Band — Dead Civilization; 07. Deathbringer — Prisoner; 08. Act Of God — Rain Of Earth; 09. Armaga — Overgrown Gates; 10. Todestriebe — Christain Slut; 11. Tantal — In The End pt.2(Epitaph); 12. Велиар — Игра; 13. Rigorism — Hated & Proud.       | 14 ноября 2010 | MSR Prod    |
| Фронт Музыкального Освобождения «Вторая Дивизия» | 01. Armaga — Fear Is Near; 02. Armaga — Dark Waltz;; В сборнике также принимали участие: Catharsis, Ария, Dominia, Otto Dix, Mordor, Illidiance и др. | январь 2011    | Dark City   |

## Награды
- По итогам 2009 года журнала Dark City, альбом «In The Ruins» занял 5 место в номинации «Лучший российский альбом», а сама группа победила в номинации «Открытие года в России».[17]